# ラハム
ラハム（Lahamu）は、バビロニア神話に登場する神で、アプスーとティアマトから最初に生まれた娘にあたる。
姉弟のラフムとの間に、アンシャルとキシャルをもうけた。ラハムはある時は大蛇として、またある時は赤い帯と6つの巻き髪を持つ女性として描かれる。常にラフムとともに描かれており、海の沈泥（シルト）を表現すると考えられている。